# Johannes Junck
Moritz Johannes Junck (né le 8 octobre 1861 à Leipzig et mort le 27 avril 1940 dans la même ville) est un avocat et député du Reichstag.

## Biographie
Junck participe la 1re école de citoyens, puis le Nikolai-Gymnasium (de) et l'Université de Leipzig. Il est avocat stagiaire à Leipzig, Plauen et Dresde, depuis 1889 admis au barreau du tribunal régional et de district de Leipzig et de 1899 à 1939 au tribunal du Reich. Il est également premier lieutenant dans la Landwehr et, depuis le 1er janvier 1896, conseiller municipal de Leipzig pour le parti de l'harmonie, depuis le 27 septembre 1899 premier vice-président et, du 10 juillet 1901 à la mi-1907, président du conseil municipal de cette ville.
De 1907 à 1918, il est député du Reichstag pour la 12e circonscription du Royaume de Saxe Leipzig-ville avec le Parti national-libéral. À partir de 1919, il est membre du DDP.
Il reçoit l'Ordre royal saxon d'Albert de 1re classe avec la couronne, l'Ordre de l'Aigle rouge de Prusse de 3e classe et l'ordre royal prussien de la Couronne  de 3e classe .